# Une étrangère parmi nous
Pour plus de détails, voir Fiche technique et Distribution.
Une étrangère parmi nous (A Stranger Among Us) est un film américain réalisé par Sidney Lumet et sorti en 1992.
Il est présenté au festival de Cannes 1992.

## Synopsis
Chargée d'enquêter sur un meurtre au sein de la communauté hassidique de la ville de New York, l'inspectrice du NYPD Emily Eden parvient à se faire accepter au sein de cette communauté hermétique.

## Fiche technique
Sauf indication contraire, les informations mentionnées dans cette section peuvent être confirmées par la base de données cinématographiques IMDb,  présente dans la section « Liens externes ».
- Titre français : Une étrangère parmi nous
- Titre original : A Stanger among us
- Réalisation : Sidney Lumet
- Scénario : Robert J. Avrech
- Musique : Jerry Bock
- Photographie : Andrzej Bartkowiak
- Montage : Andrew Mondshein
- Production : Steve Golin, Howard Rosenman (en) et Sigurjon Sighvatsson
- Société de production : Hollywood Pictures, ISIS, Propaganda Films, Sandollar et Mansfield Pictures
- Société de distribution : Buena Vista Pictures
- Pays de production :  États-Unis
- Langues originales : anglais, yiddish, hébreu
- Format : Couleur - Dolby - 35 mm - 1.85:1
- Genre : policier, drame
- Budget : 33 000 000 $
- Durée : 109 minutes
- Date de sortie :
  - États-Unis : 17 juillet 1992

## Distribution
- Melanie Griffith (VF : Dorothée Jemma) : Emily Eden
- Eric Thal (en) : Ariel
- John Pankow : Levine
- Tracy Pollan : Mara
- Lee Richardson : Rebbe
- Mia Sara : Leah
- Jamey Sheridan : Nick
- David Margulies : le lieutenant Oliver
- Burtt Harris : le père d'Emily
- Chris Latta : Chris Baldessari
- James Gandolfini : Tony Baldessari
- Jake Weber : Yaakov Klausman
- Rena Sofer : Shayna

## Distinctions

### Récompense
- Razzie Awards : pire second rôle féminin pour Tracy Pollan

### Nominations
- Festival de Cannes : en compétition pour la Palme d'or
- Fantasporto : meilleur film pour Sidney Lumet

## Anecdote
Ce film marque la première apparition à l'écran pour James Gandolfini.